# The Sin War
The Sin War – drugi album polskiej grupy deathmetalowej Dies Irae. Wydawnictwo ukazało się 24 września 2004 roku w Europie i w Stanach Zjednoczonych nakładem wytwórni muzycznej Metal Blade Records. W Polsce materiał wydała firma Metal Mind Productions. Natomiast w Japonii płyta trafiła do sprzedaży dzięki oficynie Avalon/Marquee Inc. Album został zarejestrowany w białostockim Hertz Studio zrealizowany we współpracy z producentami muzycznymi Sławomirem i Wojciechem Wiesławskim. Okładkę i oprawę graficzną płyty przygotował Jacek Wiśniewski.

## Lista utworów
Opracowano na podstawie materiału źródłowego.
| Nr  | Tytuł utworu             | Muzyka                          | Długość |
| --- | ------------------------ | ------------------------------- | ------- |
| 1.  | „Comrade of Death”       | Maurycy Stefanowicz, Jacek Hiro | 02:40   |
| 2.  | „Incarnation of Evil”    | Maurycy Stefanowicz, Jacek Hiro | 03:22   |
| 3.  | „Internal War”           | Maurycy Stefanowicz, Jacek Hiro | 04:59   |
| 4.  | „Horde of Angry Deamons” | Maurycy Stefanowicz, Jacek Hiro | 04:16   |
| 5.  | „Infinity”               | Maurycy Stefanowicz, Jacek Hiro | 03:05   |
| 6.  | „Genocide Generation”    | Maurycy Stefanowicz, Jacek Hiro | 02:42   |
| 7.  | „The Truth”              | Maurycy Stefanowicz, Jacek Hiro | 03:32   |
| 8.  | „Beyond Sensual”         | Maurycy Stefanowicz, Jacek Hiro | 04:58   |
| 9.  | „Another Being Wasted”   | Maurycy Stefanowicz, Jacek Hiro | 04:29   |
| 10. | „Nine Angels”            | Maurycy Stefanowicz, Jacek Hiro | 05:55   |
|     |                          |                                 | 39:58   |

## Twórcy
Opracowano na podstawie materiału źródłowego.
| Zespół Dies Irae w składzie - Marcin "Novy" Nowak – wokal prowadzący, gitara basowa - Maurycy "Mauser" Stefanowicz – gitara, produkcja muzyczna - Jacek Hiro – gitara, słowa - Krzysztof "Docent" Raczkowski – perkusja | Produkcja - Jacek Wiśniewski – okładka, oprawa graficzna - Sławomir i Wojciech Wiesławscy – inżynieria dźwięku, produkcja, miksowanie - Łukasz Szurmiński – słowa - Mariusz Kmiołek – management |